# Antialiàsing
|  | No s'ha de confondre amb Aliàsing. |

En el processament digital de senyal, l'antialiàsing és la tècnica emprada per a reduir al mínim els fenòmens de distorsió coneguts com a aliàsing quan es representa un senyal d'alta resolució en una resolució inferior. L'antialiàsing és utilitzat en fotografia digital, infografia, àudio digital, i té moltes altres aplicacions.
L'antialiasing consisteix a treure els components del senyal que tenen una més gran freqüència de la que pot ser resolta pel mostratge del dispositiu. Aquesta eliminació es fa abans de prendre les mostres en una resolució inferior. Quan el mostratge es fa sense l'eliminació d'aquesta part del senyal, es produeixen fenòmens no desitjats, com el soroll negre i blanc de la part superior de la figura 1-a.
El propòsit del filtre antialiàsing és d'eliminar tota presència, abans de fer el mostratge, de les freqüències superiors a Fe/2, sent Fe la freqüència mostratge. L'explicació teòrica de la necessitat d'un tal filtratge es troba en el Teorema de mostratge de Nyquist-Shannon.
Qualsevol mostratge fet complint aquesta norma no destruirà totes les dades, la qual cosa significa que sempre serà possible de recuperar el senyal analògic original a partir de les mostres finals: és doncs una mostra reversible (dins de l'amplada de banda limitada per la taxa de mostratge).
En cas de no fer-ho, és a dir, si hi ha un component de freqüència amb una mostra superior o igual a Fe/ 2, el senyal de la presa de mostres no contindrà cap informació del senyal analògic original: es tracta per tant d'un mostratge irreversible.

## Tipus
En el context del processament digital de senyals, un procediment d'antialiàsing podria ser, per exemple, el filtratge de les freqüències que excedeixen el criteri de Nyquist, limitant així l'amplada de banda del senyal. No obstant això, el terme antialiàsing apareix amb major freqüència en el context dels gràfics per ordinador.
En infografia, l'antialiàsing és un algorisme que permet evitar els fenòmens associats a l'aliàsing gràfic, com ara els patrons de Moiré. La figura 1-a mostra a la part superior les distorsions visuals espúries que apareixen en una imatge sintètica amb detalls petits, quan l'antialiàsing no s'utilitza. En contraposició amb la figura 1-b, on s'ha utilitzat un esquema d'antialiàsing, en aquesta imatge els quadres blancs i negres es fonen en tons de gris, que és el que s'espera quan el dispositiu gràfic és incapaç de mostrar la finesa dels detalls. La figura 1-c mostra la imatge que resulta en aplicar una segona estratègia d'antialiàsing, aquesta vegada basada en la transformada de Fourier de la imatge

## Exemple en pantalles LCD
| A dalt a l'esquerra: una versió amb Aliasing d'una forma simple. A dalt a la dreta: una versió amb Anti-aliasing de la mateixa forma. Dreta: Imatge Anti-aliasing ampliada x5. | Imatge anti-aliasing ampliada x5 |

A la imatge exemple, s'utilitza antialiàsing per a barrejar els "píxels frontera" d'una mostra gràfica. Això redueix l'efecte estètic desagradable de línies esglaonades que apareixen en el gràfic amb aliàsing a dalt a l'esquerra. L'anti-aliàsing s'aplica sovint en la representació de text en una pantalla d'ordinador per a mostrar contorns suaus que emulen millor l'aparença del text produït per mètodes convencionals d'impressió de tinta sobre paper.
Especialment amb els  tipus mostrats a les típiques pantalles de LCD, és comú l'ús de tècniques de subpixel rendering com ClearType. La representació de subpíxeles requereix un filtre antialiàsing especial amb equilibri de color per convertir el que seria greu distorsió dels colors en franges de color perceptibles amb prou feines-. Resultats equivalents es poden obtenir fent cada sub-píxel direccionable com si fos un píxel complet, i el subministrament d'un filtre antialiàsing hardware com es fa en el controlador de pantalla del portàtil OLPC XO-1. La Geometria dels píxels té importància en tot el que s'ha dit, no importa si l'antialiàsing i l'adreçament de subpixel es realitza per programari o per maquinari.

## Solucions aproximades en temps real per l'aliasing
Tan sols hi ha un grapat de primitives que es fan servir a nivell més baix en un motor de renderització en temps real; que són: punts, línies i triangles. Atenent això, si es vol dibuixar una primitiva en blanc sobre un fons negre, és possible de crear una primitiva en la qual les vores siguin tèrboles, que produeix una mena d'antialiàsing. No obstant això, aquesta solució presenta dificultats per les primitives adjacents (com els triangles que comparteixen una aresta.
Una altra solució és usar un buffer per a les dades a nivell de sub-píxel i pintar les primitives curosament en un cert ordre (partint de més lluny fins a més a prop). Així es pot aconseguir una imatge raonablement bona, sense oblidar el consum de memoria que comporta el fet de tenir dades a escala de subpíxel.
Ja que això requereix que les primitives siguin en un cert ordre, té una interacció prou dolenta amb una interfície de programació per a fer aplicacions com ara OpenGL. Per tant, les darreres solucions simplement tenen dos o més pixels secundaris per cada píxel principal, incloent-hi tota la informació de color per a cada subpíxel. Alguna informació pot ser compartida entre els subpíxels (com el Z-buffer).

## Mètodes d'antialiàsing
Sobremostratge o post-filtratge
Els objectes es mostren amb una resolució més alta i es despleguen amb una resolució menor. S'augmenta l'índex de mostratg considerant la pantalla com si fos coberta amb una quadrícula més fina que la real. Es calculen les intensitat en les posicions de la quadrícula de subpíxel i llavors es combinen els resultats per a obtenir les intensitats de píxel.
Màscares de pes de píxels
Consisteix en atorgar més pes als subpíxels pròxims al centre de l'àrea d'un píxel, puix que es considera que aquests subpíxels són més importants en determinar la intensitat general d'un píxel.
Mostratge d'àrea o prefiltratge.
Es determina la intensitat del píxel calculant el "traslape" de cada píxel amb els objectes que s'ha de desplegar. Les àrees en què es sobreposen píxels s'obtenen al determinar on s'interseccionen les fronteres de l'objecte amb les fronteres de píxels individuals.
Fases de píxel
Canviar la posició de desplegament de les àrees de píxels. S'aplica mitjançant microcol·locació del feix d'electrons en relació amb la geometria de l'objecte.